# Association sportive de Monaco
Pour les articles homonymes, voir ASM.
 (août 2016).
L’Association sportive de Monaco (ASM) est un club omnisports de la principauté de Monaco mais dont les différentes sections participent principalement à des compétitions françaises.

## Historique
Le club a été fondé le 23 août 1924.

## Sections
- Athlétisme
- Béhourd - sous forme de partenariat avec l'équipe "Grimaldi Milites"
- Bobsleigh
- Boxe •  Lutte
- Taekwondo • Karaté
- Tennis de table
- Pentathlon moderne
- Triathlon
- Natation •  Plongeon
- Natation synchronisée
- Aïkido
- Danse sportive
- Haltérophilie
- Yoga
- Basket-ball
- Football (masculin) •  Football (féminin)
- Handball
- Rugby
- Volley-ball •  Beach-volley
- Water-polo

### E-sport
La principauté a développé sa présence sur la scène E-sport depuis 2016 par le biais de FIFA, PES et Rocket League.
Dans le but de se développer dans l'e-sport, l'association s'est associée à Gambit Esports. Le partenariat vise à renforcer la présence de l'association sur les jeux Fortnite et Dota 2 en créant une nouvelle équipe baptisée « AS Monaco Gambit ».